# شينيا ماتسوشيتا
شينيا ماتسوشيتا (باليابانية: 松下 晋也) (مواليد 5 أبريل 1979 م)، هو لاعب كرة قدم سابق كان يلعب كلاعب وسط.